# سلفی با رستم
سلفی با رستم فیلمی به کارگردانی، نویسندگی و تهیه‌کنندگی حسین قناعت محصول سال ۱۳۹۸ است. این فیلم در سی و نهمین دوره جشنواره فیلم فجر حضور دارد.

## داستان
هلیای ۱۰ ساله بدون آنکه از رازهای پدرش آگاه باشد، زندگی به ظاهر آرامی دارد، اما هنگامی که رازها برملا می‌شوند، زندگی‌اش را دگرگون می‌کنند.

## جوایز
- برنده جایزه ویژه جشنواره بین‌المللی فیلم‌های کودکان و نوجوانان